# Biedówko
Biedówko – (dawniej niem. Ernestinenhohe) osada pofolwarczna w Polsce położona w województwie warmińsko-mazurskim, w powiecie olsztyńskim, w gminie Purda. Według podziału administracyjnego Polski obowiązującego latach 1975–1998 miejscowość należała do województwa olsztyńskiego.
Wieś położona nad brzegiem Jeziora Klebarskiego,  przy drodze Klewki – Klebark Wielki, należy do sołectwa Klewki. W miejscowości znajduje się dwór i fragmenty parku. W dawnym dworku znajdują się mieszkania prywatne.

## Historia
Informacje o lokacji wsi pochodzą z XIX wieku. W tym czasie był to folwark, który w 1852 został założony przez właściciela Klewek Karla Lousa, nazwany został Wzgórzem Ernestyny (Ernestinenhohe) od imienia jego żony. W 1920 r. folwark został wyłączony z majątki i sprzedany Franzowi Huhnowi za kwotę miliona marek (okres dużej inflacji). Folwark obejmował obszar ponad 100 ha, było w nim 16 koni, 52 sztuki bydła, 15 tuczników. Nowy właściciel folwarku został zastrzelony 22 stycznia 1945 r. przez żołnierzy Armii Czerwonej. 
Po wojnie gospodarstwo folwarczne upaństwowiono i należało do PGR Klewki. Początkowo miejscowość nazywała się Brzydowo. 
W 2013 r. we wsi mieszkało 31 osób.